# المدرسة الرشدية (جدة)
المدرسة الرشدية؛ من أوائل المدارس النظامية في جدة، أُنشئت في مدينة جدة عام 1897.

## بدايات المدرسة الرشدية
في نهاية القرن الثالث عشر الهجري، قبل إعلان الدستور العثماني، عُني العثمانيون بإنشاء مدرسة على الطريقة الحديثة لتعلم اللغة التركية، والرياضيات، والتاريخ باللغة التركية. حتى أن قواعد اللغة العربية كانوا يشرحونها بالتركية. ونُدب للتدريس فيها بعض الأتراك وبعض المدرسين في مكة المكرمة، ولم يقبل للانضمام إليها إلا أبناء الموظفين الأتراك وبعض الطلبة الذين تربطهم بهم روابط متينة، وأما طلبة العلم من أبناء العلماء وأهل الحجاز فكان إقبالهم محدوداً، وتعتبر أول مدرسة نظامية أُنشئت في جدة بعام1315هـ، وكان يُطلق عليها المكتب الرشدي حيث بدأت الدراسة فيها كأحد الكتاتيب، ثم تطورت إلى مدرسة تحضيرية، ومدة الدراسة فيها ثلاث سنوات ابتدائية، وكان مبنى المدرسة قائماً حتى هُدم في نهاية السبعينات الهجرية لقدمهِ.

## رواتب معلمي المدرسة
يبلغ الراتب الذي يتقاضاه المعلم في المدرسة الرشدية بجدة ست مئة وأربعين قرشا؛ فإذا ما نقل المعلم إلى مكة المكرمة يضاف مبلغ من المال على هذا الراتب بعد الإشعارالذي يأتي من محله، وتوفير معلم آخر ليشغل محله الشاغر براتب ست مئة وأربعين قرشا، ويمكن تخصيص راتب ألف قرش للمعلم الأول ومئة وعشرين قرشا للبواب، وخمس مئة قرش للمصاريف السنوية، وذلك من ميزانية المعارف، ويتم بعد ذلك اختيار مدرس ليعمل في المدرسة الرشدية بجدة براتب يٌقدر بست مئة وأربعين قرشا بعد ضم ثلاث مئة وستين قرش لراتبه بحيث يبلغ ألف قرش.

## خريجي المدرسة
- حسين نصيف
- عبد الله بن زقر
- سعد بن زقر
- عبد الله كيال
- عبد الرحمن باصبرين[4]

## المدرسة الرشدية والتاريخ
تغير مسمى المدرسة الرشدية إلى المدرسة الهاشمية عام 1335هـ، وعربت مواد الدراسة التي كانت باللغة التركية، وأول مدير لها الأستاذ أحمد صقر ثم أتى بعده الأستاذ عبد الحميد حديدي ثم الشيخ صدقة منصوري، وأغلقت هذه المدرسة أبوابها عام 1342هـ.

## انظر ايضاً
- مدينة جدة
- مدرسة الأمراء
- مدرسة الصحراء (المدينة المنورة)
- المعهد العلمي السعودي

## وصلات خارجية
- حب الكتب .. والأبناء!.
- نظرة على التعليم في عصر التنظيمات العثمانية.